# دراغان تالاييتش
دراغان تالاييتش (مواليد 25 أغسطس 1965 في سراييفو) لاعب كرة قدم كرواتي سابق كان يجيد اللعب في مركز حارس مرمى وحاليا مدرب كرة قدم قضى جل مسيرته التدريبية في منطقة الشرق الأوسط وتايلاند. في موسم 2010-2011 أختير تالاييتش أفضل مدرب في آسيا وأفضل مدرب في الدول العربية من قبل قناة الجزيرة الرياضية وأفضل مدرب في الدول العربية في موسم 2010-2011 من قبل مركز تلفزيون الشرق الأوسط وأفضل مدرب في الأردن في موسم 2010-2011 بأصوات الناس والصحافة. تالاييتش حاصل على رخصة المحترفين الصادرة من قبل الاتحاد الأوروبي لكرة القدم.

## المسيرة لاعبا
أمضى تالاييتش موسم 1994-1995 في نادي زيتون بورنو التركي. بدأ دراغان في نادي ساراييفو واعتبر أحد ألمع المواهب الشابة في كرة القدم اليوغوسلافية. عندما كان لاعبا صغيرا في نادي ساراييفو فقد استطاع تحطيم الرقم القياسي المسجب باسم الحارس اليوغوسلافي العظيم سلوبودان يانيوش بتلقيه هدف واحد في موسم كامل. في موسم 1992-1993 كان تالاييتش جزءا من المشاركة التاريخية السلوفينية مع فريق إيزولا في مباراة الدور الأول من كأس الاتحاد الاوروبي ضد بنفيكا البرتغالي. الأداء الكبير الذي قدمه في كأس الاتحاد الأوروبي أدى إلى انتقاله إلى الدوري التركي. بعد فترة قصيرة مع نادي أوريينت الكرواتي قرر تالاييتش إنهاء مسيرته الرياضية باللعب لصالح تانجونغ باغار يونايتد السنغافوري. أختير تالاييتش لاعب العام في سنغافورة مرتين وبعدها قرر الاعتزال في عام 2001.

## المسيرة مدربا

### الاتحاد
في سن التاسعة والثلاثين حقق تالاييتش بطولة دوري أبطال آسيا 2004 لصالح نادي الاتحاد السعودي بعدما فاز في المباراة النهائية على نادي سونغنام لكرة القدم الكوري الجنوبي 5-0 وهو أكبر فوز في تاريخ المباريات النهائية في البطولة.

### الرفاع والنهضة
بعد عزله من تدريب الاتحاد انتقل لتدريب نادي الرفاع البحريني حيث قاده إلى المباراة النهائية في بطولة كأس أندية الخليج 2005-2006. في سن الثانية والأربعين قاد تالاييتش النهضة السعودي إلى المباراة النهائية في كأس الأمير فيصل 2007-2008 وهي المرة الأولى الذي يتأهل فيها نادي من الدرجة الثانية إلى المباراة النهائية في كأس الأمير فيصل.

### شباب الأردن
في موسم 2009-10 تم تعيين تالاييتش مدربا لنادي شباب الأردن. قاد فريقه للتأهل إلى الدور التالي في كأس الاتحاد الآسيوي بتحقيق ثلاث انتصارات وثلاث تعادلات في مجموعة ضمت الأهلي صنعاء اليمني والكرامة السوري وصحم العماني.

### الوحدات
في بداية موسم 2010-2011 تم تعيين تالاييتش مدربا لنادي الوحدات الأردني. بدأ الموسم بالفوز بكأس الدرع في 6 أغسطس عندما تغلب الوحدات على الجزيرة 2-0.
في 13 أغسطس فاز تالاييتش بكأس السوبر للمرة العاشرة في تاريخ الوحدات بتغلبه على غريمه الفيصلي بهدف نظيف.
في نهاية موسم 2010-2011 توج الوحدات بطلا للدوري بتصدره جدول الترتيب بفارق سبعة عشر نقطة عن صاحب المركز الثاني الفيصلي بتحقيق 16 فوز و 3 تعادلات وخسارة واحدة. استطاع تالاييتش قيادة الوحدات للفوز في 32 مباراة من أصل 39 مباراة في الموسم بما في ذلك كأس الاتحاد الآسيوي بينما تعادل في 6 وخسر مباراة واحدة واستطاع الفريق تسجيل 82 هدف بينما سمحوا بدخول 23 هدف في مرماهم.
في 21 مايو فاز تالاييتش بكأس الأردن وهي البطولة الرابعة في موسم واحد بتغلبه على العربي 1-0. أصبح تالاييتش أول مدرب في التاريخ يفوز بجميع الألقاب في موسم واحد.

### الكويت
في يوليو 2011 وقع تالاييتش عقدا لمدة عام واحد مع نادي الكويت الكويتي بعد تألقه اللافت مع الوحدات في موسم 2010-2011. قاد تالاييتش الكويت للفوز على موانغ تونغ يونايتد التايلندي 1-0 ذهابا في الكويت و0-0 إيابا في تايلند وبالتالي التأهل إلى الدور النصف النهائي من كأس الاتحاد الآسيوي. طرد تالاييتش في الدقيقة 65 في تايلاند بعد دخوله الملعب للاحتجاج على الحكم لأدائه المشين بعدما قام اللاعبون التايلنديون باللعب بطريقة قذرة مما أدى إلى إصابة 4 من لاعبي الكويت من دون تلقي أي بطاقات. تم إيقاف تالاييتش في وقت لاحق من قبل الاتحاد الآسيوي لكرة القدم لمباراة واحدة بسبب تصرفاته. في الدور نصف النهائي من كأس الاتحاد الآسيوي لعب الكويت خارج أرضه أمام أربيل العراقي من دون تالاييتش واستطاع انتزاع الفوز 2-0 ثام عاد لفرض نتيجة التعادل في الكويت 3-3 ليتأهل إلى المباراة النهائية لكأس الاتحاد الآسيوي. كان خصمه في المباراة النهائية نادي ناساف قرشي من أوزبكستان. لعبت المباراة النهائية في ملعب قرشي الذي يقع في مدينة قرشي بأوزبكستان. استطاع مشجعو النادي الأوزبكي إلهام لاعبي فريقهم لتحقيق الفوز بنتيجة 2-1. في 18 ديسمبر فاز تالاييتش بكأس الاتحاد الكويتي بعدما تغلب في المباراة النهائية على كاظمة 4-3 بعدما كام متأخرا حتى الدقيقة 50 بنتيجة 0-3 ولكن قيام تالاييتش بإجراء تبديلين غير من مجريات المباراة في 8 مارس 2012 أقيل تالاييتش من تدريب الكويت.

### اتحاد كلباء
تولى تدريب اتحاد كلباء لفترة زمنية قصيرة جدا. خلال الفترة التي قضاها مع اتحاد كلباء كان عليه أن يواجه العديد من الهزائم الكبيرة من عمالقة دوري الخليج العربي. قاد الفريق في ست مباريات فقط وبسبب النتائج السيئة وعدم العثور على نفس اللغة ونفس الرؤية مع رئيس النادي فقد قرر تالاييتش مغادرة النادي باتفاق متبادل.

### ظفار
في يونيو 2013 عين مدربا لفريق ظفار العماني.

### موانغ تونغ يونايتد
في 2 يوليو 2014 أعلن نادي موانغ تونغ يونايتد تعيين تالاييتش مدربا للفريق لمدة 3 سنوات. في 30 يوليو قاد الفريق التايلندي للتعادل بنتيجة 1-1 مع نادي ألميريا الإسباني وديا. قاد تالاييتش الفريق لاحتلال المركز الثاني في الدوري التايلاندي الممتاز وكأس الاتحاد التايلاندي وبالتالي التأهل للمشاركة في دوري أبطال آسيا 2016. في 19 يناير 2016 تم التوصل إلى اتفاق بين المدرب تالاييتش والنادي لانهاء العقد.

## الإنجازات مدربا

### البطولات

#### الاتحاد
- دوري أبطال آسيا (1): 2004

#### الوحدات
- درع الاتحاد الأردني (1): 2010
- كأس السوبر (1): 2010
- دوري اللمحترفين (1): 2010-11
- كأس الأردن (1): 2010-11

#### الكويت
- كأس الاتحاد الكويتي (1): 2011-12

البحرين
- بطل كأس الخليج 26

### الشخصي
- أفضل مدرب في آسيا 2010-2011 (قناة الجزيرة الرياضية).
- أفضل مدرب في الدول العربية 2010-2011 (قناة الجزيرة الرياضية ومركز تلفزيون الشرق الأوسط).
- أفضل مدرب في الأردن 2010-2011 (أصوات الناس والصحافة).

### الأداء

#### كأس الاتحاد الآسيوي
- الدور الثمن النهائي مع شباب الأردن الأردني في 2009.
- الدور الثمن النهائي مع الوحدات الأردني في 2010.
- المركز الثاني مع الكويت الكويتي في 2011.

#### الدوري التايلاندي الممتاز
- الوصيف.

#### كأس الاتحاد التايلاندي
- الوصيف.